# باسیلیتیول
باسیلیتیول (به انگلیسی: Bacillithiol) با فرمول شیمیایی C۱۳H22N۲O۱۰S یک ترکیب شیمیایی با شناسه پاب‌کم ۴۲۶۱۴۱۲۳ است. که جرم مولی آن ۳۹۸٫۳۹ g/mol می‌باشد. 